# Phaeoceros jollyanus
Phaeoceros jollyanus là một loài rêu trong họ Notothyladaceae. Loài này được M.Wigginton & Grolle mô tả khoa học đầu tiên năm 1996.